# Hanwha Eagles
Hanwha Eagles (en coreano 한화 이글스) es un equipo de béisbol profesional de Corea del Sur fundado en 1986. Las Águilas Hanhwa son miembros de la Organización Coreana de Béisbol, en la cual han logrado un título del campeonato local. Tienen sede en Daejeon en el Estadio de Béisbol de Daejeon. En 1999 se titularon campeones de la Serie Coreana logrando su primer título.

## Títulos Obtenidos
Locales
Un Título local
1999

## Jugadores
Róster de Hanwha Eagles actualizado el 31 de agosto de 2013.